# Cleveland, Yorkshire
Bản mẫu:Infobox historic subdivision
Cleveland / kliːvlənd / là một khu vực ở phía đông bắc nước Anh. Tên của nó có nghĩa là "đất vách đá", đề cập đến khu vực phía Nam đồi núi của nó, vươn lên độ cao gần 1.500 ft (460 m). Trong lịch sử, Cleveland, như là một khu vực địa lý trong North Riding of Yorkshire, đã hoàn toàn nằm ở phía nam của sông Tees và thị trấn lớn nhất của nó là Guisborough, cho đến khi Middlebrough vươn lên trong thế kỷ 19.
Một hạt phi đô thị của Cleveland đã được tạo ra vào năm 1974 theo Đạo Luật Chính quyền địa phương năm 1972, được đặt tên theo khu vực lịch sử, nhưng không bao gồm toàn bộ khu vực lịch sử đó, và cũng bao gồm cả khu vực đất phía bắc của sông Tees đến lúc đó đã ở hạt Durham. Nó tọa lạc xung quanh các khu vực đô thị và bao gồm Teesside Middlesbrough, Stockton-on-Tees, Hartlepool và Redcar.
Hạt Cleveland đã bị xóa tên năm 1996.